# Скотизам
Скотист је присталица доктрине Данса Скота (1274—1308), енглеског теолога, противника Томе Аквинскога.